# ABC Natal
Der ABC Futebol Clube, in der Regel nur kurz ABC oder ABC-RN genannt, ist ein Fußballverein in Natal, Brasilien.

## Geschichte
Der am 29. Juni 1915 vom Präsidenten der örtlichen Handelskammer, Hauptmann Avelino Freire gegründete Verein entwickelte sich schon bald zum erfolgreichsten Verein des Staates. Die nunmehr erreichten 57 Staatsmeisterschaften sind ebenso brasilianischer Rekord wie die zehn Titel in Serie von 1932 bis 1941. Der Hauptkonkurrent vor Ort ist der América FC mit bislang 36 Staatsmeisterschaften. Der Vereinsname ABC ist eine Reverenz an die positiven Beziehungen zwischen Argentinien, Brasilien und Chile.
Nachdem der Klub 2019 aus der Série C absteigen musste, gelang ihm 2021 als Drittplatzierter der Série D der Wiederaufstieg in die dritte Liga. 2022 erreichte ABC in der Série C den zweiten Platz und damit den Aufstieg in die Série B 2023. In der Série B 2023 stand nach Austragung des 34. Spieltages fest, dass der Klub die Klasse nicht halten wird und zur Saison 2024 in die Série C zurückkehrt.

## Stadion

### Frasqueirão
Das 2006 eröffnete, 18.000 Zuseher fassende Estádio Maria Lamas Farache, benannt nach der Frau eines vormaligen Vereinspräsidenten, genannt Frasqueirão, ist die Heimspielstätte des ABC FC. Das Stadion liegt im Stadtteil Ponta Negra, mit dem Hubschrauber etwa 12 Kilometer südlich des Stadtzentrums. Es ist ein 25.000 m² umfassender Teil der nach dem Präsidenten selber benannten 110.000 m²  großen Vila Olímpica Vicente Farache, auf deren Gelände einst weitere Installationen entstehen sollen. Davon besteht bereits ein Trainingsplatz

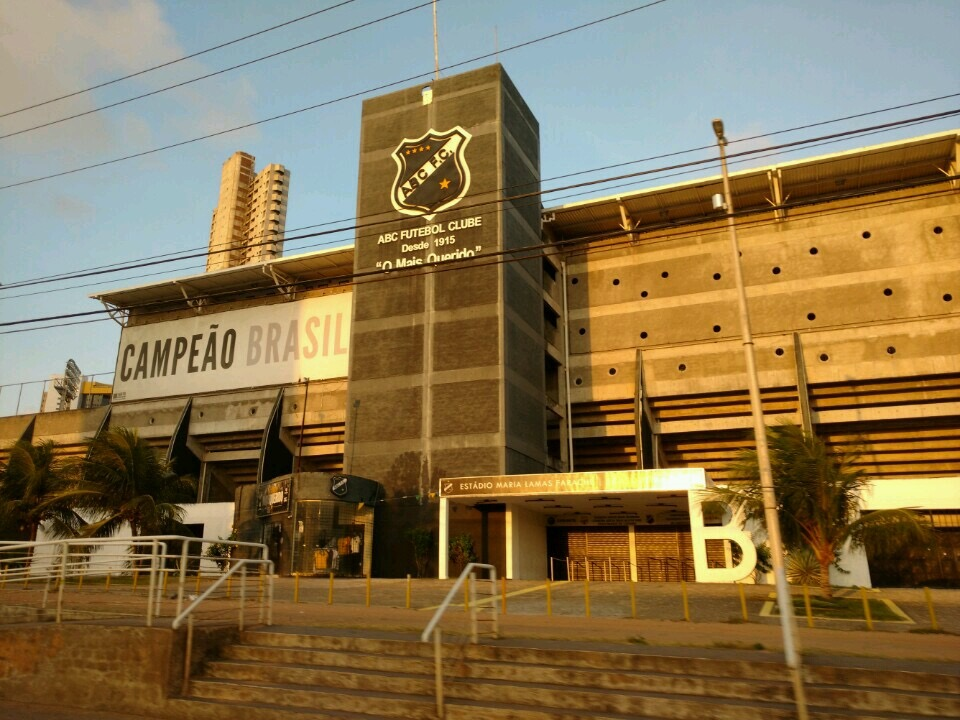
Frasqueirão, Haupteingang
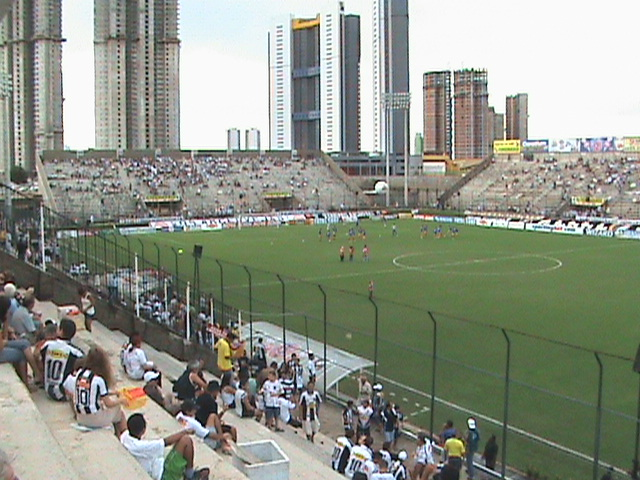
Frasqueirão, Innenraum

### Arena das Dunas
Als Ausweichstadion nutzt der Verein seit 2014 gelegentlich die Arena das Dunas, die auch dem Lokalrivalen América FC als Heimspielstätte dient.

### Machadão

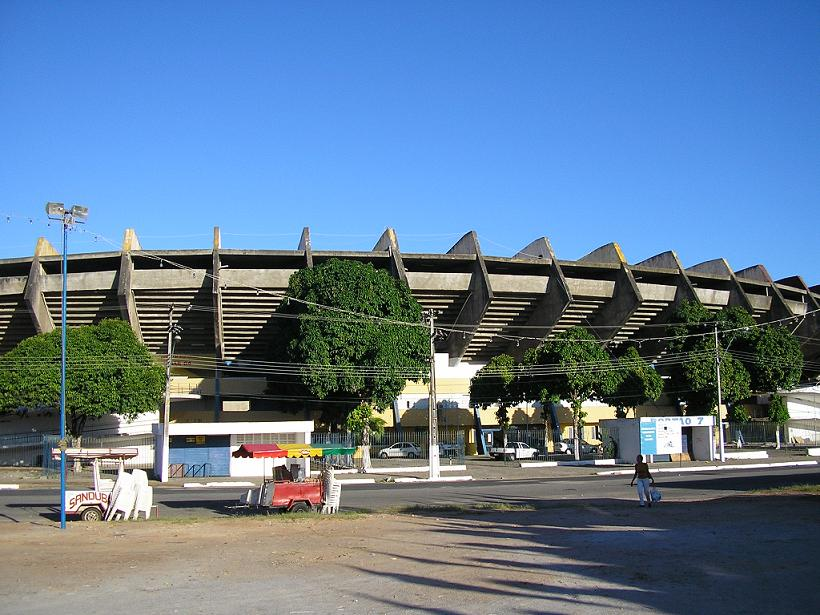
Machadão-Stadion

ABC trug früher seine Heimspiele im städtischen Estádio Dr. João Cláudio Vasconcelos Machado, kurz Machadão genannt, aus. Das nach einem Präsidenten des bundesstaatlichen Fußballverbandes (1954–74) und Sportjournalisten benannte Stadion fasste nach der Eröffnung 1972 bis zu 52.000 Zuschauer. Es war zunächst nach dem Bundespräsidenten Humberto de Alencar Castelo Branco (1964–67) benannt und „Castellão“ genannt. Castelo Branco war aber nach dem Abzug der Militärregierung 1980 nicht mehr so wohl gelitten, daher 1989 die Neubenennung. Seit der letzten Renovierung 2007 betrug die offizielle Kapazität 35.000 Zuschauer. 2011 wurde das Stadion abgerissen, um für den Neubau Arena das Dunas Platz zu schaffen, die für die Fußball-Weltmeisterschaft 2014 gebaut wurde.

## Erfolge
- Staatsmeisterschaft von Rio Grande do Norte: (57×) 1920, 1921, 1923, 1925, 1926, 1928, 1929, 1932, 1933, 1934, 1935, 1936, 1937, 1938, 1939, 1940, 1941, 1944, 1945, 1947, 1950, 1953, 1954, 1955, 1958, 1959, 1960, 1961, 1962, 1965, 1966, 1970, 1971, 1972, 1973, 1976, 1978, 1983, 1984, 1990, 1993, 1994, 1995, 1997, 1998, 1999, 2000, 2005, 2007, 2008, 2010, 2011, 2016, 2017, 2018, 2020, 2022
- Staatspokal von Rio Grande do Norte: 2005, 2008, 2011, 2015, 2016, 2017, 2022
- Série C: 2010

## Bekannte Spieler
- André, spielte in der Bundesliga für den 1. FC Köln
- Francisco Marinho, brasilianischer Nationalspieler und Teilnehmer an der WM 1974